# Gulbröstad myrvireo
Gulbröstad myrvireo (Herpsilochmus axillaris) är en fågel i familjen myrfåglar inom ordningen tättingar.

## Utseende och läte
Gulbröstad myrvireo är en rätt liten (11–12 cm) myrfågel med skilda dräkter mellan könen. Hanen är grå ovan med vitfläckad svart hjässa, svart ögonstreck, svarta vingtäckare med vita spetsar och ljus undersida. Honan är olivbeige ovan, hjässan är kanel- eller rostbrun, ögonstrecket är mindre tydligt och bröstet är mer olivtonat. Lätet består av torra toner som bildar en skrallrande drill.

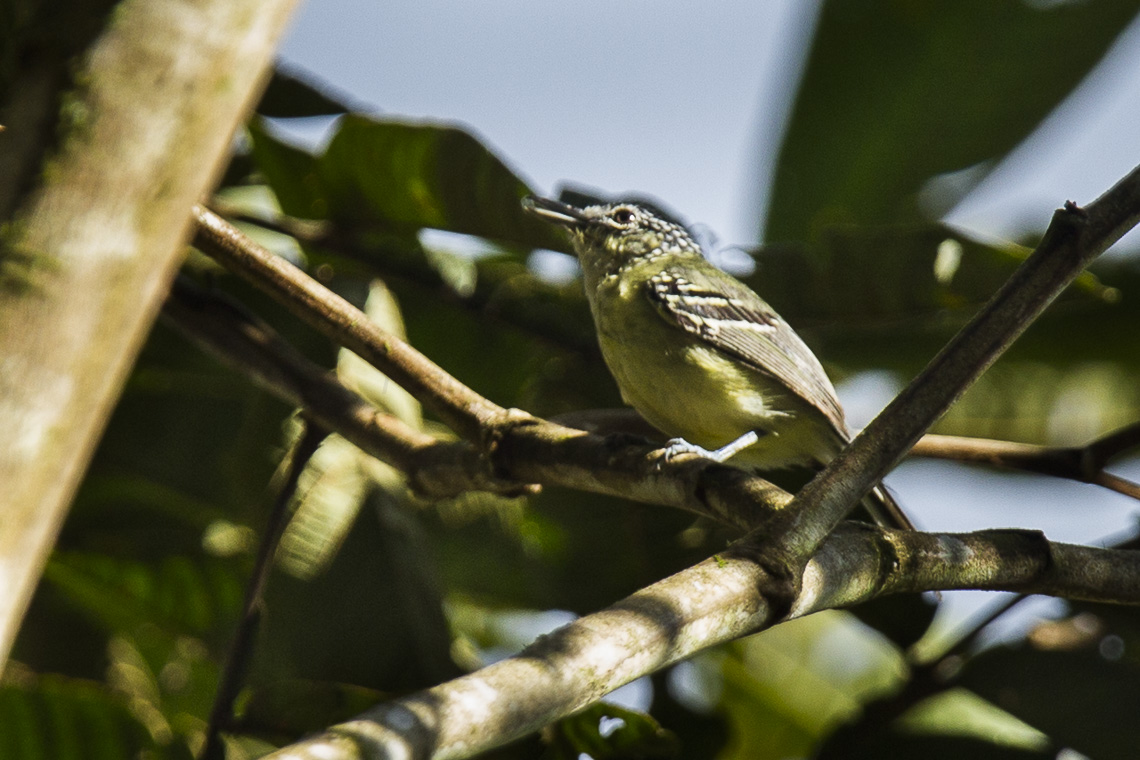

## Utbredning och systematik
Gulbröstad myrvireo delas in i fyra underarter med följande utbredning:
- Herpsilochmus axillaris senex – förekommer i tropiska och subtropiska västra Anderna i sydvästra Colombia
- Herpsilochmus axillaris aequatorialis – förekommer i Andernas östsluttning i sydöstra Colombia och östra Ecuador
- Herpsilochmus axillaris puncticeps – förekommer i Andernas östsluttning i norra Peru (Loreto till Huánuco)
- Herpsilochmus axillaris axillaris – förekommer i Andernas östsluttning i södra Peru (Junín, Cusco och Puno)

## Status
IUCN kategoriserar arten som livskraftig.